# 에밀 보크
에밀 보크(루마니아어: Emil Boc, 1966년 9월 6일~ )는 루마니아의 정치인이다. 민주자유당 소속이며, 클루지나포카 시장을 지냈다. 2007년부터 민주자유당 총재로 재직하고 있으며, 2008년 11월 총선에서 공산당의 후신인 사회민주당과 연립 정권을 구성하여 12월 총리로 취임했다. 2012년 2월, 내각 총사퇴하면서 총리에서 물러났다.